# Stor-Svarttjärnen, Västerbotten
Stor-Svarttjärnen är en sjö i Vindelns kommun i Västerbotten och ingår i Umeälvens huvudavrinningsområde.